# Cyrille Neveu
Cyrille Neveu (Léhon, 15 de febrero de 1973) es un deportista francés que compitió en triatlón. Ganó dos medallas en el Campeonato Mundial de Triatlón de Larga Distancia en los años 2000 y 2002.

## Palmarés internacional
| Campeonato Mundial | Campeonato Mundial | Campeonato Mundial | Campeonato Mundial |
| Año                | Lugar              | Medalla            | Prueba             |
| ------------------ | ------------------ | ------------------ | ------------------ |
| 2000               | Niza (Francia)     | Medalla de plata   | Individual         |
| 2002               | Niza (Francia)     | Medalla de oro     | Individual         |